# باد ماكسويل
باد ماكسويل (بالإنجليزية: Bud Maxwell)‏ (15 يناير 1913 في المملكة المتحدة - 22 أبريل 1990 في المملكة المتحدة) هو لاعب كرة قدم بريطاني (وحمل سابقاً جنسية المملكة المتحدة لبريطانيا العظمى وأيرلندا) في مركز الهجوم. لعب مع بريستون نورث إيند وشروزبري تاون ونادي بارنسلي ونادي كيلمارنوك ورابطة كرة القدم الاسكتلندية الحادية عشر ‏.